# Artéria temporal superficial
Na anatomia humana, a artéria temporal superficial é uma das artérias principais da cabeça. Surge da artéria carótida externa e bifurca na artéria temporal superficial e na artéria maxilar.
Seu pulso é o palpável e superior ao arco zigomático, anterior e superior ao tragus.

## Curso
A artéria temporal superficial, a menor dos dois ramos terminais da carótida externa, aparece, de sua direção, ser a continuação daquele vaso sanguíneo.
Começa na substância da glândula parótida, atrás do pescoço e da mandíbula, e cruza em cima da raiz posterior do processo zigomático do osso temporal; aproximadamente 5 cm. sobre este processo divide em dois ramos, um frontal e um parietal.

### Relações
Como cruza o processo zigomático, está coberta pelo músculo anterior auricular, e por um fascia denso; é cruzada pelo ramo temporal e zigomático do nervo facial e uma ou duas veias, e é acompanhado pelo nervo aurículo-temporal que fica atrás disto.
A artéria temporal superficial faz anastomose com a artéria supra-orbital da artéria carótida interna (entre outras).

## Relevância clínica
A artéria temporal superficial é freqüentemente afetada em arterites temporaia e é usada para biopsia se a diagnose é suspeitada.
É uma das artérias que podem ser puncionada na realização da gasometria arterial.

## Imagens adicionais

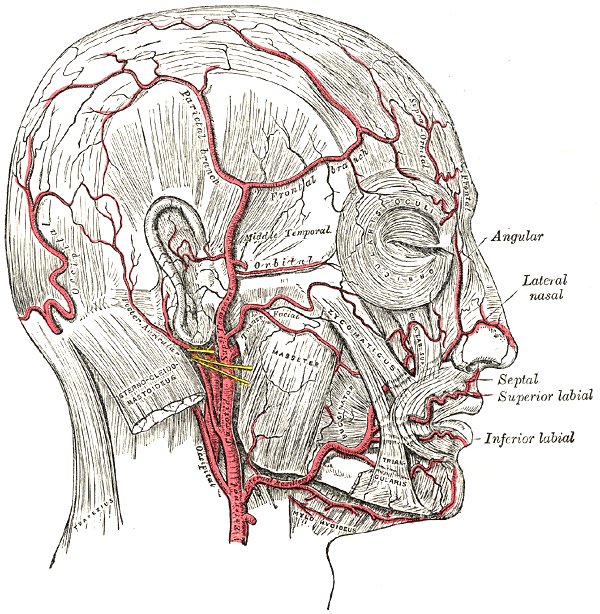
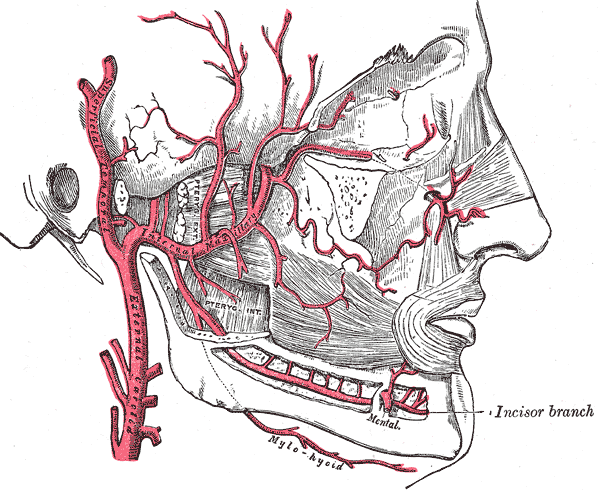
Ramos da artéria maxilar interna
Ramos da artéria maxilar interna
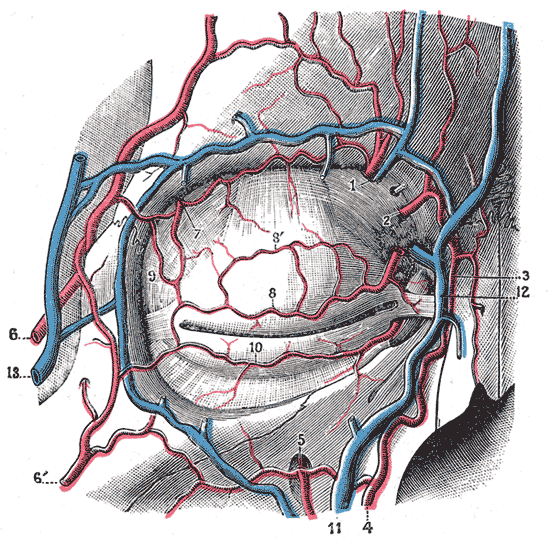
Visão frontal dos vasos sanguíneos dos próximos às sobrancelhas.